# Pet Sematary II
Pet Sematary II (bra: Cemitério Maldito 2) é um filme de terror, produzido nos Estados Unidos em 1992, escrito por Richard Outten e dirigido por Mary Lambert.
Sequência do filme Cemitério Maldito (Pet Sematary) de 1989, que tinha roteiro assinado pelo escritor Stephen King a partir de seu próprio livro.

## Elenco
- Edward Furlong como Jeff Matthews
- Anthony Edwards como Chase Matthews
- Clancy Brown como Xerife Gus Gilbert
- Jared Rushton como Clyde Parker
- Darlanne Fluegel como Renee Hallow
- Jason McGuire como Drew Gilbert
- Sarah Trigger como Marjorie Hargrove
- Lisa Waltz como Amanda Gilbert
- Jim Peck como Quentin Yolander
- Len Hunt como Diretor Frank
- Reid Binion como Brad
- David Ratajczak como Stevie
- Lucius Houghton como Marionetista
- Wilbur Fitzgerald como Primeiro Diretor Assistente
- Elizabeth Ziegler como Operador de Steadicam